# 費耶特縣 (德克薩斯州)

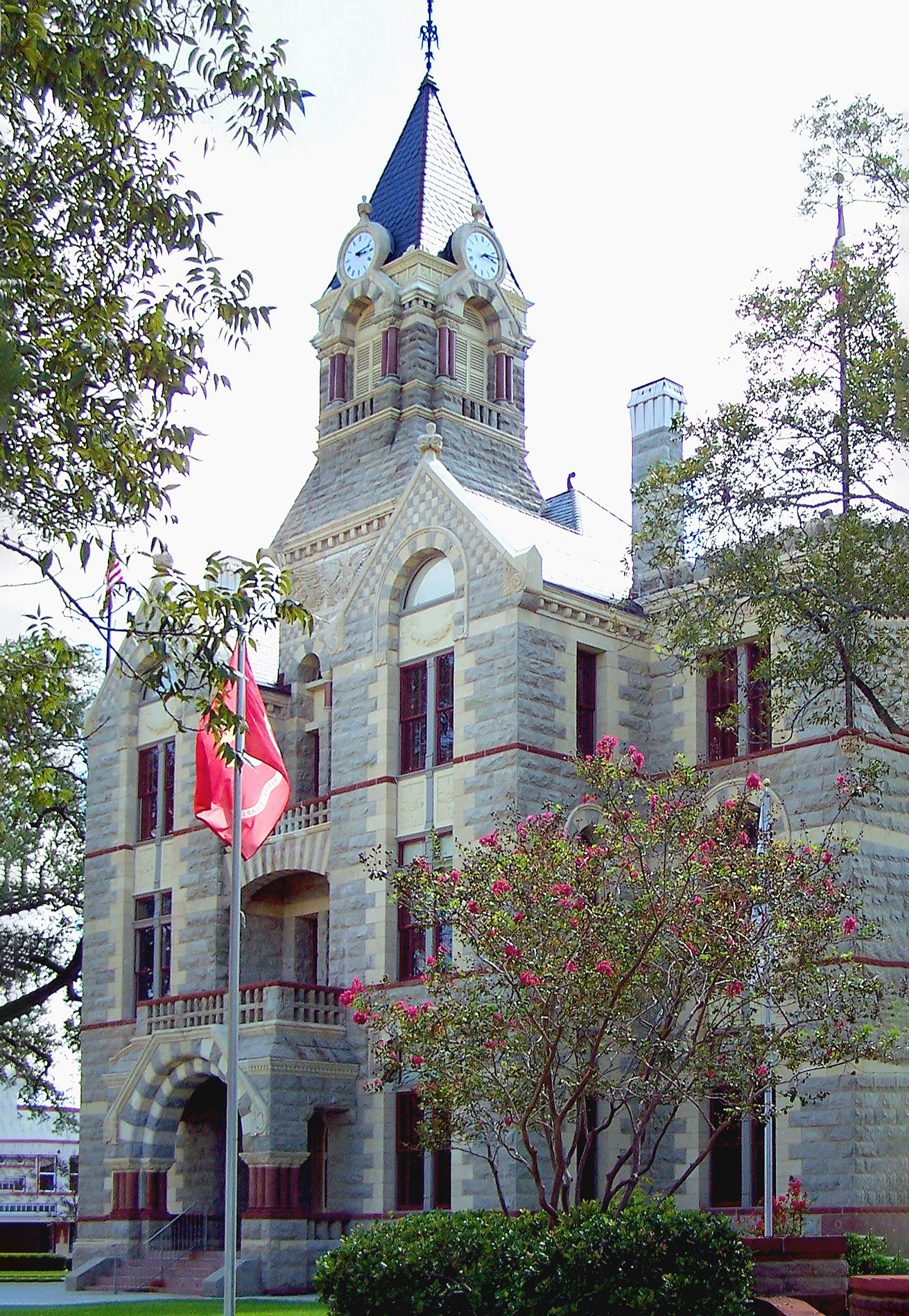
縣法院

費耶特縣（英語：Fayette County）是美國德克薩斯州東南部的一個縣。面積2,486平方公里。根據美國人口調查局2000年統計，共有人口21,804人。縣治拉格蘭治（La Grange）。
成立於1837年12月14日，縣名是紀念美國獨立戰爭英雄、法國大革命領導者，拉法葉侯爵。